# Shenandoah-Nationalpark
Der US-amerikanische Nationalpark Shenandoah-Nationalpark umfasst etwa 800 Quadratkilometer der Blue Ridge Mountains in den südlichen Appalachen in der Nähe des Piedmond Plateaus in Virginia. Er ist ein schmaler Korridor von dichtbewaldeten Kämmen und Wäldern mit zahlreichen Flüssen und Wasserfällen mit einem breiten Tal auf jeder Seite. Die höchsten Erhebungen, Stony Man und Hawksbill, sind über 1200 Meter hoch.

## Attraktionen
Der Skyline Drive ist die berühmteste Straße im Park. Er führt 170 km entlang des Höhenzuges durch den gesamten Park. An ihm sind eine Vielzahl an Aussichtspunkte, historische und naturräumliche Besonderheiten aufgereiht. Ab der Parkgrenze wird er über 755 km mit dem Blue Ridge Parkway bis zum Great-Smoky-Mountains-Nationalpark fortgesetzt.
160 km lang führt der Fernwanderweg Appalachian Trail durch den Park. Insgesamt gibt es rund 800 Kilometer an Wanderwegen im Park. Es gibt die Möglichkeit, Ausritte mit Pferden zu machen, zu campen, Rad zu fahren und die zehn Wasserfälle zu besuchen.

## Natur
An Säugetieren sind der Weißwedelhirsch, Amerikanischer Schwarzbär, Rotluchs, Waschbär, Skunk, Nordopossum, Rot- und Graufuchs und Florida-Waldkaninchen heimisch.
Über 200 Arten von Vögeln leben im Park, davon überwintern rund 30 Arten hier.
32 Arten von Fischen leben in den Gewässern des Parks.
Der Baumbestand besteht aus Eiche, Hickory, Kastanien und Weiden. Die hier einst vorherrschende Amerikanische Kastanie wurde Anfang des 20. Jahrhunderts vom Kastanienrindenkrebs befallen und war lange Zeit vom Aussterben bedroht. Der Baum wächst nach dem Pilzbefall zwar weiter, stirbt aber, noch bevor er das erste Mal Früchte trägt. Verschiedene Arten von Eichenbäumen haben in der Folge die Kastanie ersetzt und wurden zur dominierenden Baumart im Park.
In den 1990er Jahren wurden dann die Eichenwälder von den Raupen des Schwammspinners befallen, wodurch der Waldbestand im Nationalpark seither um fast 10 Prozent dezimiert wurde. Besonders im Norden des Parks zeugen große Flächen mit laublosen Bäumen von diesem Befall.

## Geschichte
Die ältesten Felsen sind über eine Million Jahre alt. Vor 10.000 Jahren kamen die ersten Menschen in die Gegend. Im Jahre 1750 kultivierten Siedler das Land. Im frühen 20. Jahrhundert wurde erstmals diskutiert, ob im Osten der USA ein Nationalpark errichtet werden soll. 1935 wurde der Shenandoah-Nationalpark gegründet. Zu Beginn war der größte Teil des Parks entsprechend dem Grundsatz separate but equal „nur für Weiße“ zugänglich. Nach dem Zweiten Weltkrieg wurde das Prinzip der Rassentrennung aufgehoben. Seit 1950 ist der Park allgemein zugänglich.